# Чуб Віктор Васильович
Віктор Васильович Чуб (*1942 р. — † 11 липня 2015 року, м. Київ) — відомий український науковець, винахідник, Заслужений лікар України, професор кафедри акушерства, гінекології та перинатології ФПО Луганського державного медичного університету

## Біографія
Закінчив Київський медичний інститут ім. О. О. Богомольця, навчався у клінічній ординатурі та аспірантурі на кафедрі акушерства і гінекології № 1, керованої член-кореспондентом АМН СРСР професором М. С. Бакшеєвим.
У 1972 р. захистив кандидатську дисертацію.
З 1978 р. В. В. Чуб працював доцентом кафедри акушерства і гінекології № 1 Київського інституту вдосконалення лікарів, очолюваної член.-кор. АМН СРСР проф. Тимошенко Л. В.
У 1980 р. за рекомендацією заступника міністра охорони здоров'я П. Г. Отрощенка і головного акушера-гінеколога Я. П. Сольського для поліпшення організації перепідготовки лікарів акушерів-гінекологів і надання медичної допомоги жіночому населенню Луганської області був направлений доцент кафедри акушерства і гінекології № 1 Київського інституту вдосконалення лікарів Чуб Віктор Васильович. Він був обраний за конкурсом завідувачем кафедри акушерства і гінекології факультету удосконалення лікарів (ФУЛ), організованої в Луганському державному медінституті.
З 1991 по 2000 роки професор В. В. Чуб займав посаду першого заступника начальника управління охорони здоров'я Луганської облдержадміністрації.
З 1986 року протягом двадцяти років В. В. Чуб був проректором з лікувально-профілактичної роботи ЛДМУ.

### Наукова діяльність
Професор Чуб В. В. — автор 179 наукових праць, чотирьох монографій, 68 рацпропозицій, 12 винаходів.
В ЛДМУ ним були проведені дослідження, присвячені боротьбі з матковими кровотечами і післяпологовими інфекційними захворюваннями, розроблені нові мікрохірургічні, пластичні і ендоскопічні методики, впроваджені новаторські економічні технології керування і підготовки медичних кадрів.
Професор Віктор Васильович запропонував і впровадив нові високоефективні лікувальні методики при черевній і шиїчній вагітності.
Під його керівництвом виконано 3 кандидатських дисертацій.

## Нагороди
В. В. Чуб нагороджений Почесною грамотою Верховної Ради УРСР (1988), нагороджений нагрудним знаком «Винахідник СРСР» (1990), «За заслуги перед Луганщиною» (2002). У 1995 році йому присвоєне почесне звання «Заслужений лікар України».